# 正安州
正安州，清朝时设置的州。
为明朝时设置的真安州。順治初年，隸四川省。康熙中，遷治古鳳。雍正二年（1724年）改正安，当是为避讳雍正帝名。雍正七年，同府改隸贵州省。遵義府東北三百四十里。考评：難。1913年，全国废府州厅改县，改正安县。